# Pruillé-l'Éguillé
Pruillé-l'Éguillé é uma comuna francesa na região administrativa do País do Loire, no departamento de Sarthe. Estende-se por uma área de 21.18 km². Em 2010 a comuna tinha 849 habitantes (densidade: 40,1 hab./km²).